# Godfried Hoogeveen
Godfried Hoogeveen (Hilversum, 1946) is een Nederlands cellist.

## Opleiding
Hij begon met cellospelen toen hij tien jaar oud was bij Max Budnitzky en Jacobus van der Beek in Hilversum. Hij studeerde cello bij Tibor de Machula aan het Muzieklyceum in Amsterdam vanaf 1965. In 1970 haalde hij zijn solistendiploma cum laude. Hij studeerde verder bij Gregor Piatigorsky aan de Universiteit van Zuid-Californië in Los Angeles, Verenigde Staten. Tijdens zijn vier jaar studie daar speelde hij kamermuziek met zijn docent en met Jascha Heifetz, en gaf hij er ook les aan de Universiteit van Californië (UCLA).

## Activiteiten
Hoogeveen was solocellist van het Residentie Orkest in Den Haag van 1976 tot 1990. In 1990 werd hij eerste solocellist van het Koninklijk Concertgebouworkest. In 1991 soleerde hij met dit orkest met Jaap van Zweden in het dubbelconcert voor viool en cello van Johannes Brahms. Daarna speelde hij als solist nog het Sinfonia Concertante van Sergej Prokofjev, Don Quixote van Richard Strauss en het celloconcert van William Walton. Hoogeveen speelde de Nederlandse premières van het celloconcert van Friedrich Gulda en Tout un monde lointain van Henri Dutilleux. Hij speelde solo bij de meeste Nederlandse symfonieorkesten, onder leiding van onder meer Willem van Otterloo, Ferdinand Leitner, Hans Vonk, Wolfgang Sawallisch, Edo de Waart en Riccardo Chailly. Hij soleerde in alle landen van Europa en in Indonesië, Israël, Noord- en Zuid-Amerika en Japan. Een aantal componisten hebben stukken aan hem opgedragen.
In 1995 werd hij door Sir Georg Solti gevraagd eerste solocellist te worden van het World Orchestra for Peace, een gelegenheidsorkest voor de vijftigste verjaardag van de Verenigde Naties.
Gedurende 12 jaar was Hoogeveen docent aan het Koninklijk Conservatorium in Den Haag. Op dit moment geeft hij les aan het Conservatorium van Amsterdam. 
Hoogeveen is ook actief als kamermusicus. In 2001 speelde hij samen met Mstislav Rostropovitsj, Vesko Eschkenazy en Yuri Bashmet in het strijkkwartet nr. 2 van Anton Arenski tijdens het Festival SLAVA! Rostropovich in Amsterdam. Hij is vaste gast bij de kamermuziekfestivals van Seattle, Hawaï, New York en hij speelt in het Reizend Muziekgezelschap in Amsterdam.
Hij maakte opnamen van stukken van onder meer George Enescu, Jean Françaix, Claude Debussy en Johannes Brahms, voor de labels Ottava, Globe en C.B.S.
Hoogeveen speelt op een cello van C.A. Miremont uit 1878, in bruikleen van de Stichting Donateurs Koninklijk Concertgebouworkest.
- Gemeinsame Normdatei: 134410327
- International Standard Name Identifier: 0000 0000 5766 911X
- Library of Congress Control Number: nr92005806
- MusicBrainz: d53e10ca-1fa8-49ae-b583-6e32c15581a7
- Nationale Bibliotheek van Tsjechië: xx0170063
- Nederlandse Thesaurus van Auteursnamen: 314816518
- Virtual International Authority File: 79611339
- WorldCat: E39PBJbWyt893gGpYFdxgJQH4q